# Ein Job für Superman
Ein Job für Superman (Originaltitel: The New Adventures of Superman) ist eine US-amerikanische animierte Superman-Fernsehserie, die von Filmation produziert und zwischen 1966 und 1970 auf CBS ausgestrahlt wurde. Insgesamt erschienen 68 Folgen auch mit Kurzfilmen über Superboy oder andere Superhelden, weswegen die zweite Staffel unter dem Titel The Superman/Aquaman Hour of Adventure und die dritte Staffel unter dem Titel The Batman/Superman Hour lief.

## Geschichte
Mit Lou Scheimer und Norm Prescott wurde die Serie erstmals 1966 gesendet. Sie ist nach den Superman Shorts aus den 1940er Jahren eine der ersten Superman-Zeichentrickverfilmungen. Die Serie wurde in kurzer Zeit so beliebt, dass drei weitere Staffeln folgten. Aufgrund der vielen Szenen, in denen Superman seine Feinde mit Fäusten verprügelt, protestierte die konservative Organisation Action for Children's Television gegen die Sendung. Als Folge davon wurde die Serie im Jahr 1970 abgesetzt. Im Jahr 1973 spielte Superman in der weniger gewalttätigen Sendung Super Friends mit.